# ウインズ道頓堀
ウインズ道頓堀（ウインズどうとんぼり）は大阪府大阪市中央区道頓堀にある、日本中央競馬会 (JRA) の場外勝馬投票券発売所 (WINS) である。

## 交通
- 日本橋駅（Osaka Metro）及び近鉄日本橋駅から徒歩5分。
- 難波駅 (Osaka Metro)及び大阪難波駅（近鉄・阪神）から徒歩10分。

## 発売・払戻期間

### 開催日
- 発売
  - 原則として9時20分から（前日発売は17時まで）
- 払戻
  - 原則として9時20分から

### 非開催日
- 払戻
  - 月曜日のみ、10時から16時まで（年末年始、祝日、振替休日は休務日）

## 発売単位
- 全式別100円単位